# December 2009
| December 2009 |
| Månader under 2009: Januari · Februari · Mars · April · Maj · Juni · Juli · Augusti · September · Oktober · November · December ← December 2008 · Januari 2010 → |

## Händelser

### December
- 1 december
  - Ett sammanträde mellan ledningarna för GM och Saab Automobile hålls i Detroit för att besluta om bilmärkets ovissa framtid. Resultatet blir att GM ger Saab en månad på sig att hitta en lämplig köpare.
  - Ett oväder i kombination med tidvatten, leder till att stora delar av den italienska staden Venedig översvämmas av vattenmassor.
- 3 december - Leksands IF:s läkare Ronny Borelius slutar efter att han låtit spelarna gå före i vaccinkön.
- 4 december - 112 personer omkommer i en våldsam brand på en nattklubb i den ryska staden Perm.
- 7 december - FN:s klimatkonferens i Köpenhamn inleds.
- 9 december - Den huvudmisstänkta i den så kallade Trustorhärvan, Joachim Posener, frikänns från alla åtalspunkter.
- 14 december - Världens första LTE/4G-mobilnät går live i Stockholm och Oslo. Telia äger nätet och i Stockholm levereras det av Ericsson samt i Oslo av Huawei.
- 17 december - Den påstådda seriemördaren Thomas Quick beviljas resning efter ett beslut från Svea hovrätt.
- 18 december
  - General Motors beslutar att lägga ned den svenska biltillverkaren Saab.
  - Klimatkonferensen i Köpenhamn avslutas, men man har inte nått de resultat man har hoppats på.
  - James Camerons film Avatar, som snart blir den mest inkomstbringande filmen någonsin, har världspremiär.
- 19 december - FC Barcelona från Spanien vinner sitt första världsmästerskap i fotboll för klubblag och blir därmed det första laget att vinna sex titlar under ett år.
- 24 december - USA:s senat röstar ja till Barack Obamas omfattande sjukvårdsreform som tidigare under året även godkänts av representanthuset.
- 25 december - En person som påstår sig tillhöra al-Qaida försöker med hjälp av en hemmagjord bomb spränga ett flygplan från Northwest Airlines medan det landar i den amerikanska staden Detroit. Inga av de övriga passagerarna skadas, tack vare ett ingripande från en nederländsk passagerare.
- 30 december - En 70-åring döms för ringa misshandel efter att ha örfilat en 12-åring i Folkets park i Värnamo. Rättegången väckte viss uppmärksamhet med bland annat demonstrationer till stöd för 70-åringen.[1][2]
- 31 december
  - Litauen stänger kärnkraftverket i Ignalina vilket är ett krav för landets EU-medlemskap.[3]
  - Fem personer dödas och flera skadas när en 43-årig man öppnar eld på ett köpcenter i Esbo, Finland. Gärningsmannen hittas senare död i sitt hem efter att ha tagit sitt eget liv.

### Fotnoter
1. ↑  Dagens nyheter 30 december 2009 - Örfilade 12-åring — ångrar sig inte
2. ↑  Svenska dagbladet 17 december 2009 - Pensionärsprotest utanför domstol
3. ↑  Kalle Kniivilä (31 december 2009). ”Nu stängs Ignalina”. Sydsvenskan. http://www.sydsvenskan.se/2009-12-31/nu-stangs-ignalina. Läst 11 september 2016.